# Приозёрная улица (Сестрорецк)
Приозёрная у́лица — улица в городе Сестрорецке Курортного района Санкт-Петербурга. Проходит от дороги к Шалашу Ленина до Левашовского шоссе (фактически до Матросской улицы).
Название присвоено 4 июля 2007 года. Оно связано с тем, что улица начинается от озера Сестрорецкий Разлив.
До 2016 года участок Приозёрной улицы от Рыбацкой до Матросской имел грунтово-щебеночное покрытие. В 2016 году началась реконструкция проезжей части. Она должна завершиться до конца 2017 года.
Фактически Приозёрная улица проходит от дороги к Шалашу Ленина до Матросской улицы. Такими же были и юридические границы. Однако проектами планировки улицу решено довести до Левашовского шоссе. 28 декабря 2016 года юридические границы Приозёрной улицы также были продлены до Левашовского шоссе.

## Перекрёстки
- Дорога к Шалашу Ленина
- Улица Академика Вернова
- Жемчужная улица
- Рыбацкая улица
- Матросская улица